# Barcombe
Barcombe – wieś w Anglii, w hrabstwie East Sussex, w dystrykcie Lewes. Leży 67 km na południe od Londynu. W 2007 miejscowość liczyła 1447 mieszkańców.